# Transmisja (powieść)
Transmisja to wydana w języku angielskim druga powieść nagrodzonego przez "Observer" Young Travel Writer of the Year  angielsko - indyjskiego pisarza Hari Kunzru, autora Impresjonisty, uznanego przez literackie czasopismo brytyjskie Granta  za jednego z dwudziestu najlepszych współczesnych pisarzy Wielkiej Brytanii. Książka została uznana przez New York Times za najbardziej godną zauważenia powieść 2004 oku. Nagrodzono ją British Book Award. Przełożono  na dwadzieścia języków.
Tematem książki są relacje między ludźmi, także w zderzeniu między kulturami  (USA, Anglii, Indii). Nieszczęśliwe losy bohaterów tej książki: indyjskiego informatyka Arjuna Mehry, indyjskiej gwiazdy filmowej Leeli Zair, angielskiego biznesmena Guya Swifta i jego partnerki Gabrielle krzyżują się ze sobą, co daje szanse na wyjście z pułapki rozczarowań i pogoni, która staje się ucieczką.  Pozwala bohaterom przemienić się i odnaleźć.
Książka przedstawia świat podzielony na Zachód, który jest "w" i Wschód, który wciąż jest "poza". Wykluczany. Lekceważony. Zachód broni się przed nim, tymczasem on wkracza w jego świat pod postacią emigrantów i terrorystów. Zabiera miejsca pracy, podwyższa wskaźniki przestępstw, rzuca bomby w zaludnionych miejscach, a w tej książce daje się wykorzystywać za wizę (na indyjskim informatyku zarabia amerykańska firma płacąc mu grosze), a potem niszczy wirusem miliony systemów oskarżony o  cybernetyczny terroryzm.

## Miejsca akcji
- Delhi * Kalifornia * Londyn * Szkocja * Dubaj  * Bruksela

## Opis fabuły
Arjun Mehra, świadomy swego talentu do informatyki, ale i ogromu konkurencji, wiąże wielkie nadzieje z propozycją pracy w Ameryce. Marzenie wielu Indusów: amerykańska wiza spełnia się, ku radości jego rodziców i młodszej ukochanej siostry Priti. Z dumą żegnają syna odlatującego z Delhi do USA. W Ameryce Arjun szybko przekonuje się, że obiecany raj szybko bardzo przypomina piekło. Samotność, tęsknota ze rodzina, za Indiami, poczucie bycia wykorzystywanym w pracy, ciągła niepewność związku z Amerykanką Chris. Więcej w nim gry i seksu niż przyjaźni i miłości. Arjun kłamie w telefonie i e-mailach. I do rodziny i do przyjaciela Aamira. Opowiada o swoich sukcesach. W nim samym rośnie strach. Pogłębia go zwolnienie z pracy. Bojąc się rozczarować najbliższych decyduje się w desperacji użyć swej wiedzy i talentu do zainfekowania systemu wirusem. Walcząc o utrzymanie pracy chce wykazać się jego usunięciem. Ale sprawa wymyka się mu spod kontroli.
Guy Swift jest świetnie prosperującym właścicielem marketingowej firmy w Londynie. Nie wie, co to przegrana. Jego życiowym celem jest piąć się w górę. Rozrywkę i iluzję poczucia bezpieczeństwa zapewnia mu opłacana drogimi prezentami, nieszczęśliwa z nim kochanka Gaby. W decydującym momencie, gdy los jego firmy będzie zależeć od skutecznej prezentacji komputerowej, stworzony przez Arjuna wirus unieruchamia jego laptop.
Leela Zair to młodziutka muzułmanka, której ciała jej matka używa dla zdobycia sławy i pieniędzy w przemyśle filmowym. Szantażowana emocjonalnie przez matkę, obezwładniona duchowo Leela gra film za filmem płacąc za role utratą szacunku do siebie, bezsennymi nocami i próbami samobójczymi. Pewnego dnia za sprawą Arjuna staje się sławna nie tylko w Indiach, ale i na całym świecie. Wyemitowany przez Arjuna wirus ma twarz Leely. Miliony ludzi za pięć sekund oglądania tańczącej podczas Holi Leeli płacą utratą danych na dyskach. Dziewczyna przeżywa atak dziennikarzy podejrzewających, że wirus jest forma kryptoreklamy aktorki.